# Aulo Giano Parrasio
Aulo Giano Parrasio, pseudonimo latinizzato di Giovan Paolo Parisio (Figline Vegliaturo, 28 dicembre 1470 – Cosenza, dicembre 1521), è stato un filosofo, umanista e scrittore italiano.

## Biografia
Aveva latinizzato il suo nome, Giovan Paolo Parisio, in Aulo Giano Parrasio. Come molti umanisti ebbe una vita errabonda. Dopo aver fatto un viaggio di studio a Corfù, ritornò in patria dove aprì una scuola. Si trasferì nel 1495 a Napoli dove ottenne cariche e favori dal re di Napoli Ferrandino. Risiedette per qualche tempo a Roma per poi trasferirsi nel 1499 a Milano dove sposò la figlia dell'umanista greco Demetrio Calcondila. Rimase a Milano fino al 1506; dopo aver abitato a Vicenza, Padova e Venezia, nel 1511 tornò a Cosenza, dove fondò l'Accademia Cosentina.  Recatosi nel 1513 a Roma, invitato da papa Leone X, vi insegnò sia eloquenza nell'Accademia Pomponiana che latino nell'Archiginnasio. Rimase a Roma fino alla morte di Leone X (1521), dopo di che ritornò definitivamente a Cosenza. Ai fiumi del territorio cosentino Parrasio dedicò un trattatello conservato dal ms. Napoli, Biblioteca Nazionale, XIII. B. 16, che nel 2023 è stato oggetto di studio in una tesi di laurea di Luigi Del Gaudio (Università di Napoli Federico II). Con un atto testamentario (tramandato dal ms. Neap. Lat. 61 ed edito ora da Mario Manfredini e Caterina Tristano) Parrasio lasciò in eredità la propria biblioteca all'amico Antonio Seripando. Dopo alcuni spostamenti (San Giovanni in Carbonara e Vienna), oggi molti volumi parrasiani sono conservati alla Biblioteca Nazionale di Napoli: non pochi sono i codici dell'umanista ancora inediti o poco studiati (testi annotati e soprattutto commenti ad autori classici e raccolte di "excerpta" da autori antichi).

## Opere (Selezione)
- Q. Horatii Flacci Ars poetica, cum trium doctissimorum commentariis, A. Iani Parrhasii, Acronis, Porphyrionis. Adiectae sunt praeterea doctissimae Glareani adnotationes. Lugduni veneo: a Philippo Rhomano, 1536
- Q. Horatii Flacci Omnia poemata cum ratione carminum, & argumentis vbique insertis, interpretibus Acrone, Porphyrione, Iano Parrhasio, Antonio Mancinello, necnon Iodoco Badio Ascensio viris eruditissimis. Scoliisque Angeli Politiani, M. Antonii Sabellici, Ludouici Coelij Rhodigini, Baptistae Pij, Petri Criniti, Aldi Manutij, Matthaei Bonfinis, &Iacobi Bononiensis nuper adiunctis. His nos praeterea annotationes doctissimorum Antonij Thylesij Cosentini, Francesci Robortelli Vtinensis, atque Henrici Glareani apprime vtiles addidimus. Nicolai Perotti Sipontini libellus de metris Odarum, Auctoris vita ex Petro Crinito Florentino. Quae omnia longe politius, ac diligentius, quam hactenus excusa in lucem prodeunt. Index copiosissimus omnium vocabulorum, quae in toto opere animaduersione digna visa sunt, Venetiis: apud haeredes Ioannis Mariae Bonelli, 1573
- Claudius Claudianus, Claudianus De raptu Proserpinae: omni cura ac diligentia nuper impressus: in quo multa: quae in aliis hactenus deerant: ad studiosorum utilitatem: addita sunt: opus me Hercle aureum: ac omnibus expetendum, Venezia: Albertino da Lessona, Bernardino Viani e Giovanni Rosso, 1510
- Clausulae, Ciceronis ex epistolis excerptae familiaribus: ac in sua genera miro ordine digestae: plenae frugis: & ad perducendos ad elegantiam stili pueros vtillimae. A. Ianus Parrhasius & recensuit & approbauit, Vicentiae: per Henricum & Io. Mariam eius. F. librarios, die XVI Decemb. 1508
- Valerii Maximi Priscorum exemplorum libri nouem: diligenti castigatione emendati: aptissimisque figuris exculti: cum laudatis Oliuerii ac Theophili commentariis: Hermolai Barbari: Georgii Merulae: Mar. Antonii Sabellici: Iani Parrhasii: Raphaelis Rhegii: multorumque praeterea nouis obseruationibus: indiceque mirifico per ordinem literarum: ad inueniendas historias nuper excogitato: alteroque in usum grammaticorum ad uocabula rerumque cognitionem, Impressum Venetiis: per Bartholomeum de Zanis de Portesio, 1508
- Habes in hoc volumine lector optime diuina Lactantii Firmiani opera nuper per Ianum Parrhasium accuratissime castigata: graeco integro adiuncto: ... Eiusdem Epitome. Carmen de Phoenice. Carmen de Resur. Domini. Habes etiam Ioan. Chry. de Eucha. quandam expositionem & in eandem materiam Lau. Vall. sermonem. habes Phi. adhorationem ad Theodo. & aduersus gentes Tertul. Apologeticum, Venetiis: arte & impensis Ioannis Tacuini fuit impressum, 1509
- Retoricae breviarium ab optimis utriusque linguae auctoribus excerptum (1509)
- Iani Parrhasii Liber de rebus per epistolam quaesitis. Henr. Stephani Tetrastichon de hoc Iani Parrhasij alijsque quibus poetas illustrauit libris ... Adiuncta est Francisci Campani Quaestio Virgiliana, Ginevra: excudebat Henricus Stephanus, illustris viri Huldrichi Fuggeri typographus, 1567